# Richard Godeffroy

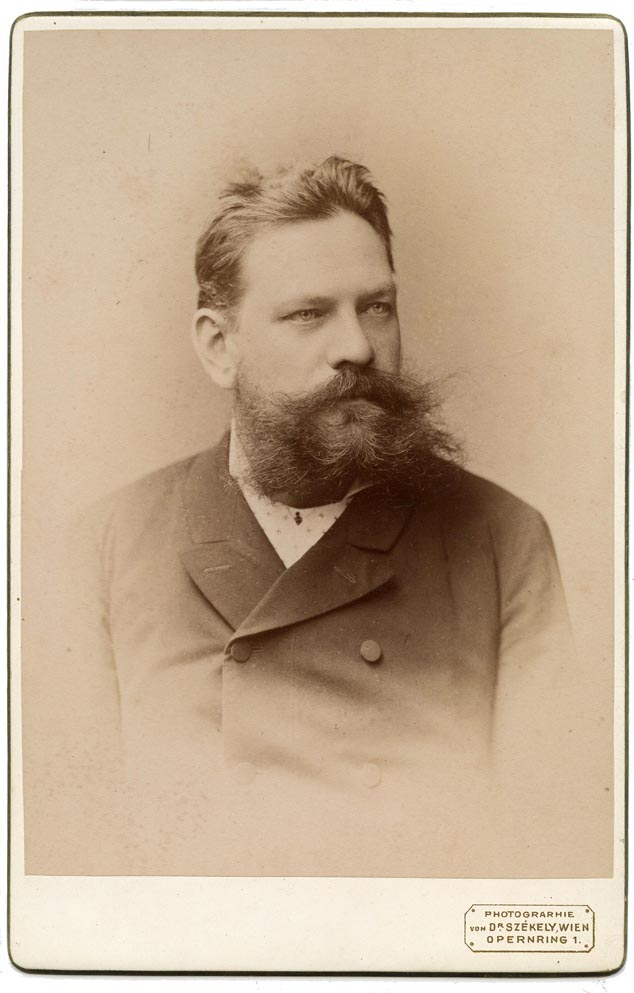
Richard Godeffroy (Carte Cabinet von Dr. Székely, Wien um 1879)

Richard Max Victor Godeffroy (* 26. August 1847 in Wien; † 22. Oktober 1895 ebenda) war ein österreichischer Chemiker.

## Biographie
Er entstammte der Hugenotten-Familie Godeffroy, die sich in der Schifffahrt und im Überseehandel hervorgetan hatte. Sein Großvater war von Hamburg nach Österreich übergesiedelt. Seine Mutter Gabrielle war eine geborene du Rieux.
Nach dem Besuch des Schottengymnasiums studierte er bis 1868 Pharmazie an den Universitäten Wien und Gießen. Ab 1870 war er Assistent an der Universität Wien und ab 1871 Leiter der pharmazeutischen Schule des Wiener Apothekerhauptgremiums. Ab 1872 veröffentlichte er alljährlich Untersuchungsergebnisse über die Analyse von Medikamenten und Mineralwässern. 1876 promovierte er bei Heinrich Will an der Universität Gießen mit der Arbeit Bestimmung des Atomgewichts von Cäsium und Rubidium zum Dr. phil.
1879/80 gewann Wilhelm Exner ihn für das Projekt des neugegründeten Technologischen Gewerbemuseums in Wien. Er wurde Mitbegründer der Sektion für Färberei, Bleicherei, Druckerei und Appretur, aus der später die Sektion für chemisches Gewerbe hervorging, an der er als Professor lehrte.
Godeffroy widmete sich der chemischen Technologie des Holzes, entwickelte ein neues Verfahren zum Schwarzbeizen und unternahm Versuche zur Holzschliff-Papierproduktion. Er war auch Gründer und erster Vorstand des Laboratoriums des Allgemeinen Österreichischen Apothekervereins.
Er heiratete Adelheid Ottilie Augustine Hrdlicka aus Temeschwar, die bei Theodor Leschetizky Klavier studiert hatte. Ihre Tochter, Ottilie Helene Angela Godeffroy (1880–1971) wurde Schauspielerin, ab 1899 unter dem Namen Tilla Durieux. Richard Godeffroy erkrankte an Krebs und musste Anfang 1895 seinen Beruf aufgeben.

## Veröffentlichungen
- Über Kunstbutter. In: Mittheilungen aus der pharmaceutischen Schule in Wien. 1877, S. 146–150.
- Compendium der Pharmacie. Chemisch-Pharmaceutische Präparatenkunde mit Berücksichtigung der Pharmacopoea Austriaca, Hungarica, Germanica und der oesterreichischen Militär-Pharmacopoea; Perles, Wien 1882, (Digitalisat).
- Einige neue Farbbeizen der Hölzer. In: Mittheilungen des technologischen Gewerbe-Museums. Section für Holz-Industrie. 4. Jg. 1883, Verlag der k. k. Hofbuchhandlung Wilhelm Frick, Wien, S. 53–55, (Digitalisat).
- Über die quantitative Bestimmung des Holzschliffs im Papier; 1888, 1889, 1891.
- Einige statistische Daten über die Mineral- und Heilquellen Europas; 1892.
- Zeitschrift des Allgemeinen Oesterreichischen Apotheker-Vereines. XVI. Jg. Wien 1878, (Digitalisat).
  - Analyse des Wassers des Hewilbades Mauterndorf. S. 181–186, 198–203, 217–222.
  - Studien über die mikroskopischen Reactionserscheinungen der China-Alkaloide. S. 1–8, 21–26, 38–42, 58–61, 69–74, 86–90 101–106, 134–138, 186–190, 203–211.
  - Das Pottascher Wasser. S. 345–347.
- Streifzüge durch Ausstellungen des Jahres 1890. In: Ausblicke nach dem Westen. Alfred Hölder, Wien 1891, S. 83–117, (Digitalisat).